# 화곡터널 (서울)
화곡터널은 서울특별시 강서구 화곡동에 있는 도로 시설물이자 터널로, 총연장은 상행선 442m, 하행선 415m로 각각 이룬다. 위치 및 구간은 화곡동 산143-2번지에서 산172-2번지 사이의 구간으로, 강서로에 있는 도로 시설물이다. 터널의 높이는 7.4m, 폭은 차도 폭이 7.4m, 보도 폭이 2.6m 등 합계 10m의 폭을 이룬다. 공사비 60억원을 들여 1983년 8월 20일 준공되었다. 이 터널의 주요 특징으로는 강서로와 더불어 수도권 전철 5호선이 같은 구간을 경유하고 있는 것으로 나와 있으며 쭉 직진하면 서울 지하철 2호선과 직접 만나는 까치산역까지 연결된다. 이 터널이 생기기 전에는 화곡동을 크게 우회한 적이 있었다.

## 같이 보기
- 강서로
- 까치산